# The Orange Strips
The Orange Strips su hrvatski indie rock sastav iz Labina. 

## Demostatus
22. ožujka 2002. – dan kad su u improviziranom studiju u Opatiji snimili svoju prvu pjesmu – Follow, The Orange Strips proglašavaju služenim datumom postanka sastava. Neobičan način rada - napisati pjesmu pa je odmah drugi dan snimiti, doveo je brzo do prvih rezultata jer su u roku od dva mjeseca The Orange Strips već vlasnici svog prvog dema koji je sadržavao pet pjesama. 
Demo je u kratkom roku pobudio interes ne samo kod publike već i kod medija, a prvi puta se s pjesmom Pieces pojavljuju i na top listi Radio Labina.
Presudan trenutak u karijeri sastava bio je 1. ožujka 2003. kada The Orange Strips u prepunom labinskom klubu Baza odrađuju svoj prvi nastup, iako samo dva mjeseca prije nikada niti jedan član nije svirao kao dio sastava. Dvije akustične gitare i stara klavijatura bile su kompletna oprema u vlasništvu sastava u to vrijeme, a i koncert je odrađen na većinom posuđenoj opremi. Isti se dan u gradu održavao i koncert Parnog Valjka, koji su za razliku od 400 ljudi na nastupu The Orange Stripsa prodali samo 50 karata.
Tijekom godine The Orange Strips odrađuju još 11 nastupa, a u proljeće 2003. izdaju i svoj novi demo imena “Nice to See You Smile” koji osim 5 osvježenih pjesama s prvog demoalbuma sadrži još 10 novih skladbi. Sniman u jednako lošim uvjetima kao i prvi, demoalbum odvodi sastav na sljedeću stepenicu, pa tako u sljedećih par tjedana daju preko 10-ak intervjua (radio Labin, Maestral, Istra, Moslavina, Primorski...). Prvi single s albuma pojavljuje se i na top listama, a prvo mjesto doseže na ljestvici Radio Istre. Na u to vrijeme najvećem glazbenom portalu music.vip.hr s pjesmama Pieces i Lemon Sister, The Orange Strips se nalaze na Underground Top 10 ljestvici preko 10 mjeseci, po nekoliko uzastopnih tjedana držeći prva mjesta.
U razdoblju 2004. – 2005. pjesmama “The Fire”, “Shower Song” i “Letters In Your Mailbox” The Orange Strips osvajaju prva mjesta i na “Briljanteen”-u, emisiji HRT-a, u čijoj se emisji “Kad zvoni”, pjesma “The Fire” koristi i kao zvučna kulisa u nekoliko epizoda. Pjesma “The Fire” nalazi svoje mjesto i na kompilaciji “Bježi!Via!” u nakladi Istarske županije u 15000 komada u svrhu suzbijanja ovisnosti o drogama.
DIY spot za “Letters In Your Mailbox” osim na lokalnim TV postajama prikazan je u kolovozu 2005.g. i u sklopu “No Hit Videos” emisije na Adelphia Channelu u S.A.D.-u koji pokriva 6 država New Englanda. Krajem godine na stranicama “ri-rock.com”-a, The Orange Strips su proglašeni demosastavom godine.

## Prijelazno razdoblje
2006. uz neprestane koncertne aktivnosti, sada već i van granica Hrvatske (Slovenija i Austrija) The Orange Strips u riječkom studiju pećine snimaju 3 pjesme koje će svoje mjesto naći na prvom službenom izdanju sastava.
Krajem godine The Orange Strips odrađuju i svoju prvu pravu turneju, krenuvši put Belgije prema Velikoj Britaniji, gdje sviraju u Londonu, Swindonu, Glasgowu 2x, Edinburghu, Liverpoolu (u svjetski poznatom The Cavern Club-u gdje su svojevremeno počeli i sami Beatlesi koji su tamo odradili preko 300 nastupa) i Leicesteru.
2007. najplodnija je godina u dotadašnjoj karijeri sastava. Paralelno s mnogobrojnim koncertima diljem regije, Stripsi gotovo cijelu godinu, uz kraće pauze, rade na snimanju svog prvog albuma u studiju Radio Pule.  
U srpnju 2007. The Orange Strips nastupaju na EXIT festivalu u Novom Sadu, gdje su se za nastup izborili među više od 2000 mladih sastava iz Europe, a nastupaju i u finalu 11. Art & Music Festivala u Puli.
Pjesma Madras (Come Again), također u srpnju 2007. Izdana je na kompilaciji "Stay In The Box" izdavačke kuće Matchbox Recordings iz Velike Britanije, gdje se sastav krajem 2007. vraća na drugu promotivnu turneju. 
Početkom prosinca, odrađuju nastup u Belgiji, zatim dva koncerta u Londonu, te nastupe u Brightonu, Manchesteru, Liverpoolu gdje su ponovno nastupili u svjetski poznatom The Cavern Club-u te Strasbourgu (Francuska). 
Početkom 2008. godine The Orange Strips u konkurenciji 10 izvođača osvajaju nacionalnu glazbenu nagradu „Zlatna Koogla“ kao novi izvođač godine, iako jedini bez izdanog albuma i podrške diskografa, čime na najbolji mogući način završavaju petogodišnje razdoblje u statusu demosastava.

## Izlazak iz demostatusa
1. srpnja 2008., službeno izlazi album prvijenac, imena Follow LP, koji odmah po objavljivanju nailazi na redom pozitivne kritike i odlično je medijski popraćen. Sastav na datum izdavanja albuma održava koncert povodom izlaska albuma, u svom matičnom gradu, Labinu, na otvaranju Labin Art Republike, jednoj od najvećih kulturnih manifestacija u Istri.
Unatoč ponudama za potpisivanjem diskografskog ugovora od strane više izdavačkih kuća, Stripsi se odlučuju na osnivanje vlastite - OSA, putem koje su album naposljetku i izdali.
2009. godina donosi nastavak promocije albuma, osim koncertnih gostovanja, gostuju na lokalnim televizijskim postajama, radio stanicama…U veljači je odrađeno snimanje Garaže na HRT-u, koja je na HRT-u prvi put emitirana 25. travnja 2009. te 2 nastupa, u Zagrebu i Ljubljani na kojima su Stripsi dobili priliku svirati kao predgrupa britanskom sastavu Maximo Park.
The Orange Strips su nominirani i u dvije kategorije regionalne diskografske nagrade Indexi u Sarajevu.
Sredinom godine sviraju i na ljubljanskom Urban Fest-u uz Kosheen.
Stripsi dobivaju telefonski poziv s ponudom da nastupe na audiciji za Supertalent Show, što u nevjerici odbijaju, ne vjerujući da netko ozbiljno traži da rasprodaju ugled za 30 sekundi na televiziji.
Prvi spot s albuma Follow LP, u režiji Tobias Stretch-a, poznatog po svom radu na Weird Fishes spotu grupe Radiohead premijerno je prikazan u listopadu.
Drugi spot s albuma, za pjesmu The Fire, u režiji Karl F.Mattsona premijerno je prikazan na MTV-u u prosincu 2009.
2010 godine Stripsi objavljuju još 3 spota za pjesme s debitantskog albuma, a single Phone Cardiff pobuđuje podosta interesa i od strane medija u Walesu, što kulminira gostovanjem u Jamie & Louise show-u na BBC-u Wales.
U kolovozu započinju radovi na novom još neimenovanom albumu.
U siječnju snimaju još jednu epizodu Garaže, glazbene emisije na HRT-u, a lipnju 2011 izlazi najavni single s novog albuma, pjesma Suffocate in Love. 
The Orange Strips odrađuju MTV Express, T-mobile Inmusic Festival te odrađuju i prve nastupe u Italiji, Češkoj i Slovačkoj.
Nakon izlaska singlova Lights Out, The Gift, No Time To Be Cool i Echoes, 14. siječnja 2014. službeno izlazi i novi album, naziva Deadlines.

## Diskografija
1. Shower Session Demo 2002.
2. „Nice To See You Smile“ Demo 2003.
3. Demo E.P.2005.
4. Naked – Home Made Vol.1., Stain Records
5. The Fire – Bježi! Via! Kompilacija, Istarska županija
6. Madras (Come Again) – Stay In The Box (Matchbox Recordings, Oxford, UK)
7. Kissed A Girl (It Wasn't You) – Nek se čuju, Večernji List
8. Službeni album - "Follow LP, srpanj 2008 (OSA, Labin, Timeline Records Inc, New York)
9. Northern Lights – „Online“, Dop/Domena Dea
10. Phone Cardiff – Kozorock kompilacija
11. Suffocate In Love - Indie Rock Playlist 2011
12. Kissed a Girl (It Wasn't You) - Indie Rock Playlist 2011
13. Službeni album - "Deadlines, siječanj 2014 (OSA, Labin)
14. Paperboy, 2016 (OSA, Labin)

## Videografija
| Godina | Naziv                                | Informacija |
| ------ | ------------------------------------ | --- |
| 2005.  | Letters In Your Mailbox              | Spot za pjesmu Letters In Your Mailbox koja se nalazi na E.P.-u 2005. Režiser: Vedran Grbčić                              |
| 2009.  | Song Without A Hero                  | Prvi single s albuma Follow LP, sniman na ulicama Philadelphije u tehnici stop motion animacije. Režiser: Tobias Stretch. |
| 2009.  | The Fire                             | Drugi single s albuma Follow LP. Sniman u New Yorku. Režiser: Karl F. Mattson.                                            |
| 2010.  | Phone Cardiff                        | Treći single s albuma Follow LP. Režiser: Mario Pufler.                                                                   |
| 2010.  | Phone Cardiff - alternativna verzija | Treći single s albuma Follow LP. Režiser: Thomas Sali.                                                                    |
| 2010.  | Northern Lights                      | Četvrti single s albuma Follow LP. Režiser: Harshit Desai.                                                                |
| 2010.  | Loell Duinn                          | Spot za pjesmu s albuma Follow LP. Režiser: Katie Lauffenburger.                                                          |
| 2010.  | Kissed A Girl (It Wasn't You)        | Spot za pjesmu s albuma Follow LP. Režiser: Colman Hickey.                                                                |

## Članovi sastava
- Valdet Luboteni - vokal, gitara
- Tedi Mirković - gitara
- Borjan Batagelj, bas-gitara
- Vedran Gergorić - klavijature, harmonika
- Goran Nalić - bubnjevi, udaraljke
- Goran Brezac - gitara

## Vanjske poveznice
- Službena Myspace stranica  Arhivirana inačica izvorne stranice od 14. travnja 2009. (Wayback Machine)
- Službena Youtube stranica
- Službeni Blog
- Službena Web stranica  Arhivirana inačica izvorne stranice od 24. siječnja 2021. (Wayback Machine)
- Službena Last.fm stranica  Arhivirana inačica izvorne stranice od 24. studenoga 2009. (Wayback Machine)
- Službena Twitter stranica